# Kreis Rovana
Der Kreis Rovana bildet zusammen mit den Kreisen Lavizzara und Maggia den Bezirk Vallemaggia des Kantons Tessin in der Schweiz. Der Sitz des Kreisamtes ist in Cevio.

## Gemeinden
Der Kreis setzt sich aus folgenden Gemeinden zusammen:
| Wappen              | Name der Gemeinde   | Einwohner (31. Dez. 2023) | Fläche in km² | BFS-Nr |
| ------------------- | ------------------- | ------------------------- | ------------- | ------ |
| Bosco/Gurin         | Bosco/Gurin         | 53                        | 22,00         | 5304   |
| Campo (Vallemaggia) | Campo (Vallemaggia) | 49                        | 43,30         | 5307   |
| Cerentino           | Cerentino           | 38                        | 20,10         | 5309   |
| Cevio               | Cevio               | 1109                      | 151,31        | 5310   |
| Linescio            | Linescio            | 42                        | 6,66          | 5315   |